# 35 Dywizja Piechoty (III Rzesza)
35 Dywizja Piechoty (niem. 35. Infanterie-Division) – niemiecka dywizja z czasów II wojny światowej, uczestniczyła w agresji na Belgię i Francję oraz ataku na Związek Radziecki.

## Formowanie i walki
35 Dywizja Piechoty sformowana została rozkazem z 1 kwietnia 1936, miejsce stacjonowania sztabu Karlsruhe. Stacjonowała w V Okręgu Wojskowym. W 1940 roku prowadziła działania bojowe w Belgii i we Francji. W rejonie Dunkierki walczyła przeciw Brytyjskiemu Korpusowi Ekspedycyjnemu. Po przerzuceniu w maju 1941 roku do Prus Wschodnich, od 22 czerwca uczestniczyła w ataku na Związek Radziecki. Do 1944 roku prowadziła walki z Armią Czerwoną na terytorium ZSRR. Olbrzymie straty poniosła w rejonie Bobrujska podczas letniej ofensywy Armii Czerwonej. Do niewoli Armii Czerwonej oddała się na Półwyskie Helskim po bardzo dużych stratach jakich doznała w 1945 roku.

## Dowódcy dywizji
- gen. por. Hubert Schaller – Kalide 12 X 1936 – 24 XI 1938;
- gen. por. Hans Wolfgang Reinhard 24 XI 1938 – 25 XI 1940;
- gen. por. Walther Fischer von Weikersthal 25XI 1940 – 1 XII 1941;
- gen. por. Rudolf Freiherr von Roman 1 XII 1941 – 10 IX 1942;
- gen. por. Ludwig Merker 10 IX 1942 – IV 1943;
- gen. por. Otto Drescher IV 1943 – 8 VI 1943;
- gen. por. Ludwig Merker 8  VI 1943 – 5 XI 1943;
- gen. por. Johann-Georg Richert 5 XI 1943 - 9 IV 1944;
- gen. por. Gustav Gihr 9 IV 1944 – 11 V 1944;
- gen. por. Johann-Georg Richert 11 V 1944 – VIII 1944;
- gen. mjr  Ernst Meiners V 1945 – V 1945;

## Struktura organizacyjna
Skład w sierpniu 1939
- 34 pułk piechoty: miejsce postoju sztabu, I, II, III batalionu oraz rezerwowego batalionu – Heilbronn;
- 109 pułk piechoty: miejsce postoju sztabu, I i II batalionu – Karlsruhe, III batalionu – Ettlingen;
- 111 pułk piechoty: miejsce postoju sztabu i II batalionu – Baden-Baden, I batalionu – Rastatt, III batalionu – Pforzheim;
- 35 pułk artylerii: miejsce postoju sztabu, I i III dywizjonu – Karlsruhe, II dywizjonu – Rastatt;
- I dywizjon 71 pułku artylerii ciężkiej: miejsce postoju – Heilbronn;
- 35 batalion pionierów: miejsce postoju – Karlsruhe;
- 35 oddział rozpoznawczy: miejsce postoju – Karlsruhe;
- 35 oddział przeciwpancerny: miejsce postoju – Karlsruhe;
- 35 oddział łączności: miejsce postoju – Karlsruhe - Durlach;
- 35 oddział obserwacyjny: miejsce postoju – Neckarsulm;

Skład w styczniu 1940
34, 109 i 111 pułk piechoty, 35 pułk artylerii, I/71 pułk artylerii ciężkiej, 35 batalion pionierów, 35 oddział rozpoznawczy, 35 oddział przeciwpancerny, 35 oddział łączności, 35 polowy batalion zapasowy; 
Skład w listopadzie 1942
34 pułk fizylierów, 109, 111 pułk grenadierów, 35 pułk artylerii, I/71 pułku artylerii ciężkiej, 35 batalion pionierów 35 batalion fizylierów, 35 oddział przeciwpancerny, 35 oddział łączności, 35 polowy batalion zapasowy;
Skład w listopadzie 1944
34 pułk fizylierów, 109, 111 pułk grenadierów, 35 pułk artylerii, 35 batalion pionierów 35 batalion fizylierów, 35 oddział przeciwpancerny, 35 oddział łączności, 35 polowy batalion zapasowy;